# Cyrtopodium flavum
Cyrtopodium flavum é uma espécie de orquídea descrita em 1830. No espírito santo é encontrada vegetando sobre as areias de restinga a beira mar por todo o litoral a sol pleno. Floresce entre novembro e dezembro.[carece de fontes?]